# Stef Verachten
Stef Verachten (1983) is een voormalig Belgisch zwemmer. Hij heeft het Belgisch record op de 400 m vrije slag in handen. Verachten werd in totaal 24 maal Belgisch Kampioen (16 × groot en 8 × klein bad).
In november 2009 besloot hij te stoppen met zwemmen. Twee jaar later sloot hij zich aan bij het nationale triatlonteam bij de militairen.

## Internationale toernooien
| Jaar | Olympische Spelen | WK langebaan                              | WK kortebaan  | EK langebaan                                                  | EK kortebaan                             |
| ---- | ----------------- | ----------------------------------------- | ------------- | ------------------------------------------------------------- | ---------------------------------------- |
| 2004 | geen deelname     |                                           | geen deelname | 18e 400m vrije slag                                           | geen deelname                            |
| 2005 |                   | 31e 400m vrije slag 30e 800m vrije slag   |               |                                                               | 33e 400m vrije slag 26e 400m wisselslag  |
| 2006 |                   |                                           | geen deelname | 34e 200m vrije slag 30e 400m vrije slag 15e 4x200m vrije slag | geen deelname                            |
| 2007 |                   | geen deelname                             |               |                                                               | geen deelname                            |
| 2008 | geen deelname     |                                           | geen deelname | 27e 200m vrije slag 11e 4x200m vrije slag                     | 19e 400m vrije slag 19e 1500m vrije slag |
| 2009 |                   | 33e 400m vrije slag 14e 4x200m vrije slag |               |                                                               | geen deelname                            |

## Persoonlijke records
(Bijgewerkt tot en met 15 augustus 2011)

### Kortebaan
| Afstand         | Tijd    | Datum            | Plaats     |
| --------------- | ------- | ---------------- | ---------- |
| 200m vrije slag | 1:47,64 | 14 februari 2009 | Geel       |
| 400m vrije slag | 3:48,40 | 11 december 2008 | Rijeka     |
| 800m vrije slag | 8:04,22 | 10 november 2008 | Wachtebeke |

### Langebaan
| Afstand         | Tijd       | Datum           | Plaats     |
| --------------- | ---------- | --------------- | ---------- |
| 200m vrije slag | 1:49,68    | 23 maart 2008   | Echternach |
| 400m vrije slag | BR 3:52,62 | 13 januari 2008 | Antwerpen  |
| 800m vrije slag | 8:07,45    | 11 maart 2005   | Antwerpen  |